# Navy Comparator
Der Navy Comparator war eine Dechiffriermaschine, die Vannevar Bush ab 1937 unter der Leitung von Waldron S. McDonald für die US Navy entwickeln ließ, nachdem er den Differential Analyzer fertiggestellt hatte.
Aufgabe des Navy Comparators sollte die Feststellung der Übereinstimmung zwischen zwei verschlüsselten Nachrichten sein. Diese sollten in Form von Lochstreifen kodiert sein und mit Hilfe von Photozellen verglichen werden.
1938 wurde das nicht voll funktionstüchtige Gerät an die Navy übergeben, wurde aber wegen technischer Probleme und mangelnder Kompetenz des Bedienungspersonals bereits nach kurzer Zeit wieder außer Betrieb genommen. Das Nachfolgeprojekt Bushs war der Rapid Selector.